# Sozialgericht Lübeck

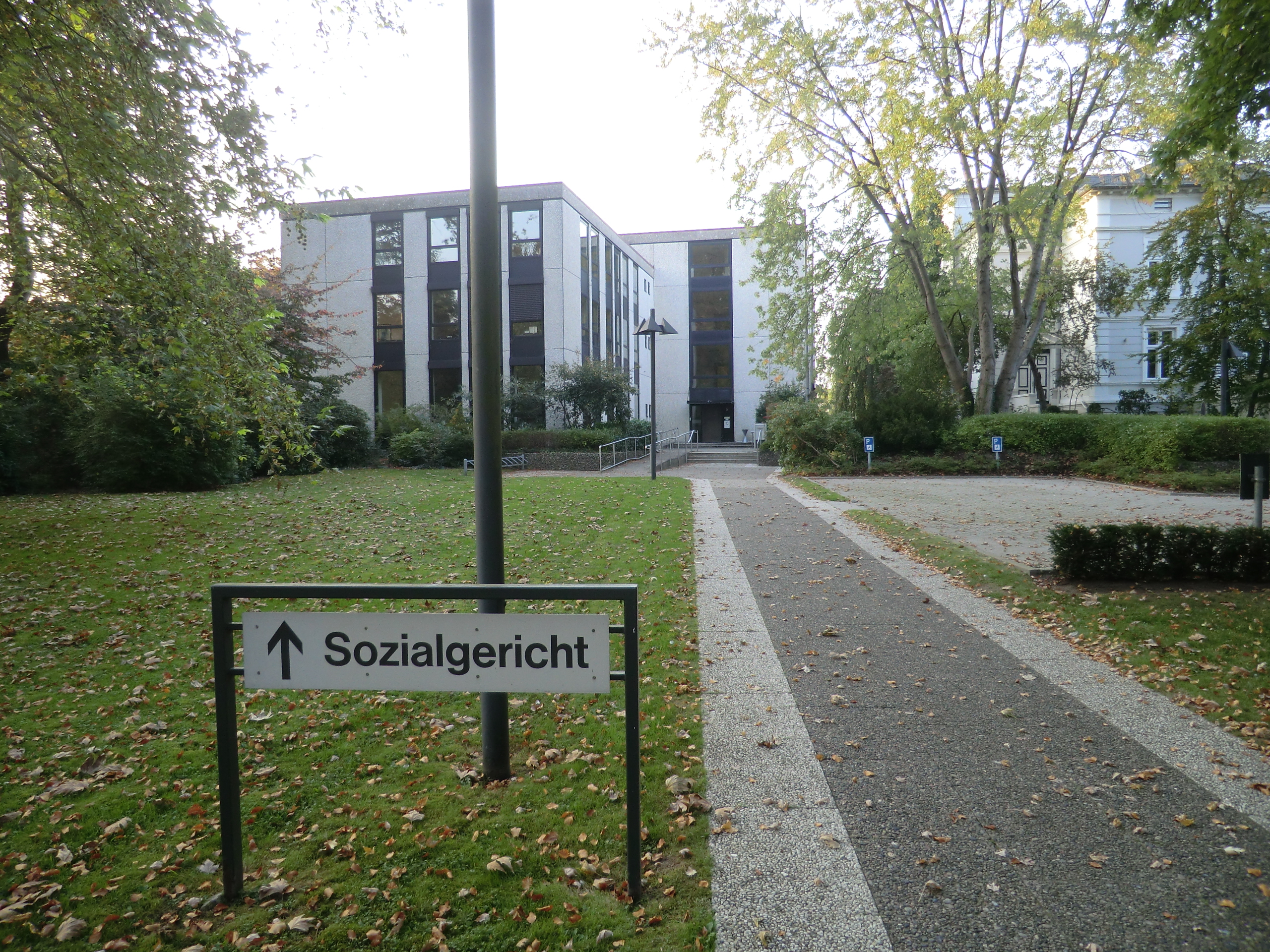
Gerichtsgebäude

Das Sozialgericht Lübeck ist ein Gericht der deutschen Sozialgerichtsbarkeit. Es ist eines von vier Sozialgerichten des Landes Schleswig-Holstein.

## Gerichtsbezirk und -sitz
Das Gericht hat seinen Sitz in der Hansestadt Lübeck.
Der Gerichtsbezirk umfasst die Stadt Lübeck und die Kreise Herzogtum Lauenburg, Ostholstein, Segeberg und Stormarn. Er hat damit eine Größe von etwa 4770 km2. In ihm leben ungefähr 910.000 Einwohner.

## Gerichtsleitung
Direktorin des Sozialgerichts ist Stephanie Göller, die auf Johann-Wolfgang Otten folgte.

## Gerichtsgebäude
Das Gerichtsgebäude befindet sich in der Eschenburgstraße 3 in der Vorstadt St. Gertrud.

## Übergeordnete Gerichte
Dem Sozialgericht übergeordnet ist das Schleswig-Holsteinische Landessozialgericht mit Sitz in Schleswig. Im weiteren Instanzenzug ist das Bundessozialgericht in Kassel übergeordnet.